# (5004) Bruch
(5004) Bruch ist ein Asteroid des Hauptgürtels, der am 8. September 1988 von Freimut Börngen am Observatorium der Thüringer Landessternwarte Tautenburg (IAU-Code 033) entdeckt wurde.
Der Asteroid ist nach dem deutschen Komponisten und Dirigenten Max Bruch (1838–1920) benannt.